# Uniwersytet Humboldtów w Berlinie

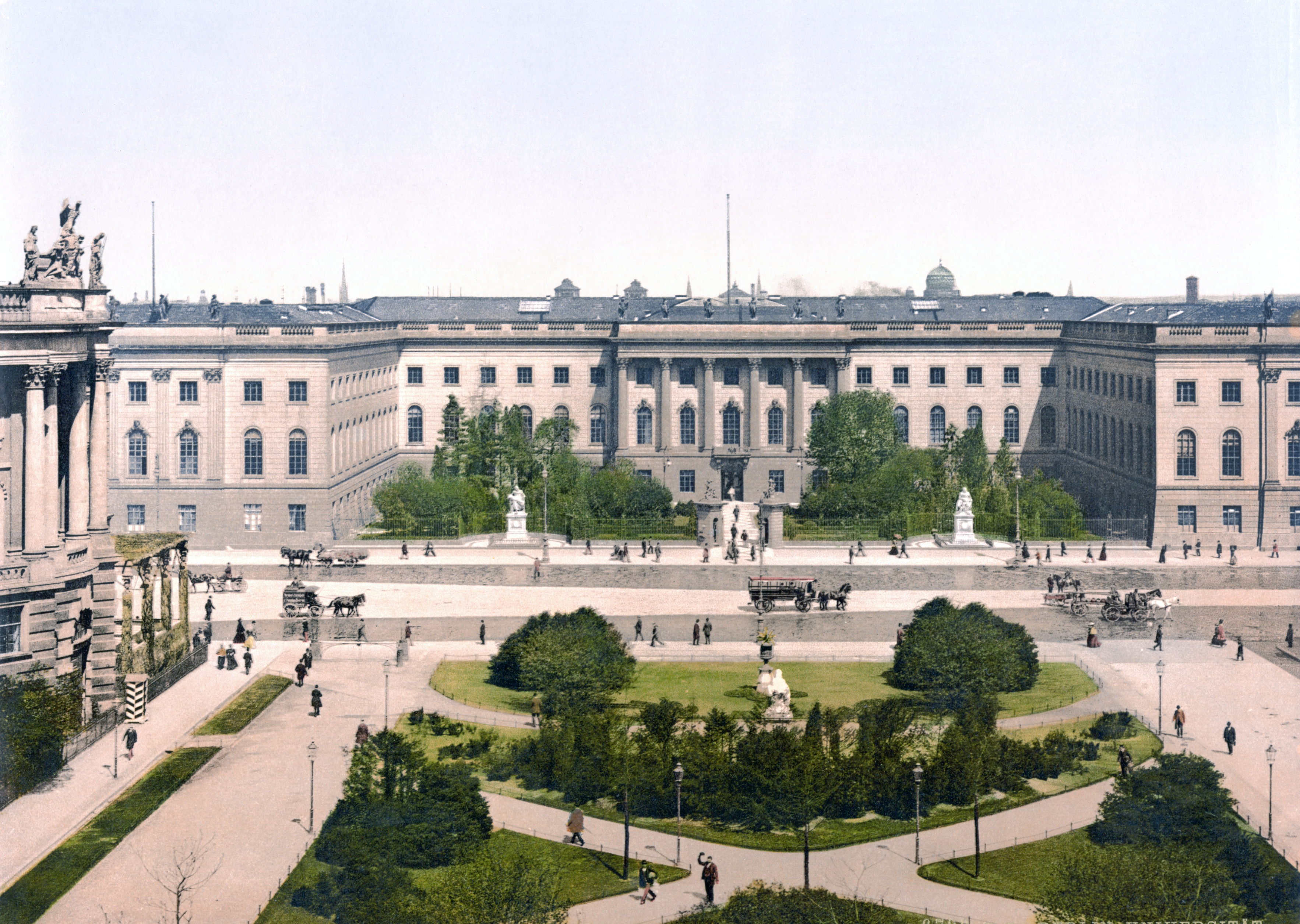
Uniwersytet Fryderyka Wilhelma (1900)

Uniwersytet Humboldtów  (niem. Humboldt-Universität zu Berlin) – najstarszy uniwersytet w Berlinie, założony przez Fryderyka Wilhelma III w 1809 r. pod nazwą Uniwersytet Berliński (Berliner Universität). W latach 1828–1945 funkcjonował jako Uniwersytet Fryderyka Wilhelma (Friedrich-Wilhelms-Universität); od 1949 (w międzyczasie bez patrona) jego nazwa upamiętnia braci Humboldtów: Wilhelma i Aleksandra.

## Historia
Został założony 16 sierpnia 1809 roku z inicjatywy Wilhelma von Humboldta, liberalnego reformatora i naukowca. Od 1828 do 1945 działał pod nazwą Friedrich-Wilhelms-Universität, nadaną na cześć jego założyciela, króla Fryderyka Wilhelma III. W roku 1949 kierownictwo komunistycznej partii SED nadało uniwersytetowi obecną nazwę.
W latach 1933–1945 uczelnia była pod silnym wpływami nazizmu i utraciła znaczenie międzynarodowe. Po wojnie znalazła się we wschodnim Berlinie i z tego względu w zachodniej strefie okupacyjnej powstał (w 1948) Wolny Uniwersytet Berliński, do którego przeszła część kadry.
Do najbardziej znanych osób związanych z uniwersytetem należą: Otto von Bismarck, Heinrich Heine, Friedrich Engels, Georg Hegel, Karl Marx, Wernher von Braun, Friedrich Schelling, Arthur Schopenhauer, Albert Einstein, Max Planck, Johann Gottlieb Fichte.

## Współcześnie
Budynek główny uniwersytetu znajduje się w centrum Berlina, przy Unter den Linden. Swe siedziby ma tam większość wydziałów, jedynie Instytut Nauk Przyrodniczych znajduje się w Adlershof w południowej części Berlina. Wydział medycyny – Charité – jest wspólny z Wolnym Uniwersytetem Berlińskim.
Do uniwersytetu należy także Museum für Naturkunde, w którym znajduje się największy w Niemczech zbiór minerałów.
W semestrze zimowym 2003/2004 na uczelni było zapisanych 38 272 studentów, w tym 5086 obcokrajowców ze 135 państw.